# Hespérie castillane
Pyrgus cinarae
Espèce
Statut de conservation UICN

 LC  : Préoccupation mineure
L’Hespérie castillane (Pyrgus cinarae) est une espèce de lépidoptères (papillons) de la famille des Hesperiidae, de la sous-famille des Pyrginae et du genre Pyrgus.

## Taxonomie
Pyrgus cinarae a été décrit par Pierre Rambur en 1839 sous le nom initial d' Hesperia cinarae.

### Noms vernaculaires
L'Hespérie castillane se nomme Sandy Grizzled Skipper en anglais.

## Description
L'Hespérie castillane est un petit papillon d'une envergure de 24 mm à 28 mm, au dessus de couleur marron clair, avec aux quatre ailes une frange marginale blanche entrecoupée et une ornementation de taches blanches,.
Le revers est semblable.

## Biologie

### Période de vol et hivernation
L'Hespérie castillane vole en une génération de mi-juillet à septembre.

### Plantes hôtes
Les plantes hôtes de sa chenille sont des Potentilla, Potentilla recta en Grèce.

## Écologie et distribution
L'Hespérie castillane est présente en Europe sous forme d'un petit isolat en Espagne, en Albanie, en Macédoine et en Grèce et en Asie, de la Turquie au sud de la Russie,.

### Biotope
L'Hespérie castillane réside dans les clairières herbues et fleuries des forêts de pins.

### Protection
Pas de statut de protection particulier.